# Heiko Müller (Künstler)
Heiko Müller (* 13. Januar 1968 in Hamburg) ist ein deutscher Künstler.

## Leben und Werk

Fancy Reaper, Buntstift auf Papier, ca. 20 × 20 cm

Heiko Müller ist als freischaffender Künstler tätig, arbeitet aber ebenfalls als professioneller Mediendesigner und Illustrator. Außer in seiner Heimatstadt wurden seine Arbeiten unter anderem in New York, Los Angeles, Seattle, Chicago, Paris, St. Petersburg und Tartu ausgestellt. Darüber hinaus hat er diverse Ausstellungen in Hamburg kuratiert. Er hat ein Diplom in Gestaltung von der Hochschule für Angewandte Wissenschaften Hamburg.
Heiko Müllers Bilder verarbeiten Einflüsse aus so unterschiedlichen Bereichen wie mittelalterlicher Ikonenmalerei, der Malerei der flämischen und niederländischen Meister, Volkskunst und zeitgenössischer Comic-Kunst. Erste größere Durchbrüche verzeichnete er mit Kombinationen aus modernen Computergrafiken und mittelalterlichen christlichen Ikonen. Seine jüngsten Arbeiten stehen der amerikanischen Lowbrow- und Pop-Surrealism-Szene nahe.
Besonders charakteristisch für seine aktuellen Arbeiten sind Tierporträts mit einer unheimlichen, apokalyptischen Stimmung. Oft muten sie wie Figuren von Bosch oder Brueghel in einer modernen Variante an. In seinen eigenen Worten ist er „fasziniert von dem spirituellen Schrecken, den man in den Werken der Alten Meister findet. Ich versuche herauszufinden, was geschieht, wenn man diese Stimmung mit der heiteren und harmlosen Welt der ländlichen Volkskunst verbindet.“
Müller zeichnete zwischenzeitlich mit Bunt- und Bleistiften, wobei er spezielle Techniken entwickelte, um den Bildern den Anschein von Ölmalereien zu geben. Danach kehrte er  wieder zur Malerei zurück, bevorzugt mit Öl und Acryl auf Papier sowie Öl auf Leinwand. Seine Arbeiten werden vor allem in den USA und Europa gezeigt.
Heiko Müller lebt mit seiner Frau und seinen zwei Söhnen in der Nähe von Hamburg.

## Ausstellungen
Einzelausstellungen
- 2001 “PXP-Guy presents: Black Lines”, Galerie Hinterconti, Hamburg, Deutschland
- 2004 "Legendae Aureae", Deutsches Kulturinstitut, Tartu, Estland
- 2009 "Stay Awake", Jack Fischer Gallery, San Francisco, USA
- 2012 "Hunting Night and Day", Jack Fischer Gallery, San Francisco, USA
- 2012 "Furtivos", etHALL, Barcelona, Spanien
- 2013 "The Daily Mood of Heiko Müller", Alexandra Grass Gallery, Bielefeld, Deutschland
- 2013 "The Watching Hour", Antonio Colombo Arte Contemporanea, Miland, Italien
- 2014 "Glades", Feinkunst Krüger, Hamburg, Deutschland
- 2016 „Uncurated by“, Galerie Pfundt, Berlin, Deutschland
- 2017 „Ghost Lights“, Herr Beinlich Contemporary Fine Art Space, Bielefeld, Deutschland
- 2018 „Hiding in the Gloam“, Kunst Konsortium, Braunschweig, Deutschland
- 2019 „Among the Shades“, Le Link Gallery, Bangkok, Thailand

Gruppenausstellungen (Auswahl)
- 1997 „Junge Hamburger“, gemeinsam mit Henning Kles und Till Gerhard, Studio Galerie, Hamburg
- 1997 „Experiment Bilderbuch“, Stadtmuseum Oldenburg
- 2003 „Tag der Toten“, gemeinsam mit Henning Kles and Till Gerhard, Feinkunst Krüger, Hamburg
- 2005 „Territory #4“ Ausstellung & Release Party, OFR Publications, Paris
- 2005 „Spezialitäten“, Feinkunst Krüger, Hamburg
- 2006 „Visual Residue“, CB's 313 Gallery, New York
- 2006 „Winged Doom vs. Reeperbahn Rumble“, gemeinsam mit Marcus Schäfer, Feinkunst Krüger, Hamburg
- 2006 „Don't Wake Daddy“, Feinkunst Krüger, Hamburg
- 2007 „Charity by Numbers“, Corey Helford Gallery, Culver City, CA
- 2007 „Art Dorks Collective“, Thinkspace Art Gallery, Los Angeles
- 2007 „Art Dorks Squared“, The McCaig-Welles Gallery, New York
- 2008 „A Cabinet Of Natural Curiosities“, Roq La Rue Gallery, Seattle
- 2008 „Art Dorks Collective“, DVA Gallery, Chicago
- 2008 „4 Faces of Foofaraw“ gemeinsam mit Femke Hiemstra, Fred Stonehouse und Anthony Pontius, Feinkunst Krüger, Hamburg
- 2009 „Superschool“ (curated by Lola), Copro Nason Gallery, Santa Monica, CA
- 2009 „Boarding Gate“ (curated by Alexandra Kollaros), K-art, Athen
- 2010 „Neo Fabulists“ zusammen mit Atak, Femke Hiemstra, Fred Stonehouse and Ryan Heshka at Feinkunst Krüger, Hamburg
- 2010 „Avalon Rising“ zusammen mit Henning Kles und Till Gerhard, Feinkunst Krüger, Hamburg
- 2010 „Fantasilandia“, Antonio Colombo Arte Contemporanea in Mailand
- 2010 „Things To Come…“, Bold Hype Gallery, New York, NY
- 2011 „Totholz“ curated by Till Gerhard, Loyal, Malmö
- 2011 „DEAD_Lines“, Von der Heydt-Museum, Wuppertal
- 2012 „Unnatural Natural History“, Royal West of England Academy, Bristol
- 2012 „Suggestivism NYC“, Bold Hype Gallery, New York, NY
- 2013 „Suggestivism Rome“, MondoPOP Gallery, Rom
- 2013 „Art Dorks“, space:eight, St. Augustine, FL
- 2014 „Little Big Web“, Galerie Ephémère, Thuin, Belgien
- 2014 „Mysterium Cosmographicum“, Stephen Romano Gallery, Brooklyn, NY
- 2015 „Between Worlds“, Corey Helford Gallery, Los Angeles, CA
- 2015 „Hieroglyphica“ at Stephen Romano Gallery, Brooklyn, NY
- 2016 „The Hours of Silence“, Gallery House, Toronto
- 2016 „Eiko Borcherding & Heiko Müller“, Feinkunst Krüger, Hamburg
- 2017 „Something Strange In The Neighborhood“ (curated by Roman Klonek), Feinkunst Krüger, Hamburg
- 2017 „Coven“, October 20, Revolution Gallery, Buffalo
- 2018 „Eiko Borcherding & Heiko Müller“, Galerie Borssenanger, Chemnitz
- 2018 „Suggestivism: Resonance“, Spoke Art, New York, NY
- 2020 „Dream Weavers – Neo Fabulists II“ zusammen mit Femke Hiemstra, Fred Stonehouse, El Gato Chimney und Ryan Heshka, Feinkunst Krüger, Hamburg